# Merthyr Town Football Club
Il Merthyr Town Football Club è una società calcistica gallese con sede nella città di Merthyr Tydfil. Il club è la continuazione del Merthyr Tydfil Football Club fallito nel 2010.
Nonostante la collocazione geografica il club partecipa ai campionati calcistici inglesi. Quest'ambiguità ha permesso alla squadra di partecipare nel corso della sua storia sia alla FA Cup, sia alla Welsh Cup (sino all'esclusione delle squadre gallesi militanti nei campionati inglesi avvenuta nel 1995).

## Storia
La squadra fu fondata nel 1945, dopo aver disputato la stagione 1945-1946 della Welsh League ottenne l'accesso alla Southern League nell'estate del 1946. Nonostante gli sforzi la squadra non riuscì a farsi ammettere alla Football League, principalmente a causa delle carenze strutturali del suo stadio (per un certo periodo venne utilizzato anche come cinodromo). Nel 1986 il club partecipa alla Coppa Anglo-Italiana, venendo sconfitto in semifinale con il punteggio di 6-1 dal Pontedera per poi sconfiggere il Woodford Town con il punteggio di 3-2 nella finale per il terzo e quarto posto.
A seguito della vittoria in Coppa del Galles nella stagione 1986-1987 il club partecipò alla Coppa delle Coppe 1987-1988 dove fu estromessa al primo turno dagli italiani dell'Atalanta (2-1 in Galles, 0-2 a Bergamo).
Nella stagione 2009/2010 la società, a causa dei debiti accumulati, è stata posta in amministrazione controllata ed ha subito una penalizzazione di 10 punti in campionato. Al termine della stagione la squadra si è classificata al 17º posto, appena sopra la zona retrocessione ma a causa dell'impossibilità di fornire le necessarie garanzie finanziarie per la stagione successiva è stata esclusa dalla Southern Football League. Nel giugno 2010 è stato dichiarato il fallimento. I tifosi, riuniti in un'associazione (Martyrs to the Cause), hanno deciso di fondare un nuovo club chiamato Merthyr Town Football Club per mantenere viva la tradizione. La nuova squadra è stata ammessa dalla Football Association ai campionati inglesi ed attualmente gioca nella Western League Division. A causa delle questioni economiche che hanno portato alla rifondazione del club, la squadra non potrà disputare le proprie gare al Penydarren Park, stadio storico del club, e dovrà condividere, almeno per la prossima stagione, il campo con il club gallese del Taff's Well.

## Cronologia delle denominazioni
- Merthyr Tydfil A.F.C. 1945-1997
- Merthyr Tydfil F.C. 1997-2010
- Merthyr Town F.C. 2010-

## Allenatori
- John Charles (1972-1974)
- Colin Addison (1996-1998)
- Leroy Rosenior (2001-2002)
- John Relish (2003-2005)

## Palmarès

### Competizioni nazionali
- Coppa del Galles: 3

1948-1949, 1950-1951, 1986-1987
- Welsh Football League Cup: 3

1950-1951, 1961-1962, 1980-1981
- Southern Football League: 7

1947-1948, 1940-1950, 1950-1951, 1951-1952, 1953-1954, 1988-1989, 2024-2025
- Southern Football League Division One Midland: 1

1987-1988
- Southern League Cup: 1

2015-2016

### Competizioni regionali
- Southern Football League Division One South & West: 2

2002-2003, 2014-2015
- Western Football League: 1

2011-2012
- Western Football League Division One: 1

2010-2011

### Altri piazzamenti
- Coppa del Galles:

Finalista: 1946-1947, 1951-1952
Semifinalista: 1928-1929, 1949-1950, 1965-1966, 1979-1980
- FAW Premier Cup:

Semifinalista: 1997-1998, 2000-2001
- Southern Football League:

Secondo posto: 1952-1953, 1997-1998, 2016-2017
Terzo posto: 1946-1947, 1948-1949, 2004-2005
- Welsh Football League Division One:

Secondo posto: 1945-1946
- Coppa Anglo-Italiana:

Semifinalista: 1986

## Statistiche

### Statistiche nelle competizioni UEFA
Tabella aggiornata alla fine della stagione 2017-2018.
| Competizione      | Partecipazioni | G | V | N | P | RF | RS |
| ----------------- | -------------- | - | - | - | - | -- | -- |
| Coppa delle Coppe | 1              | 2 | 1 | 0 | 1 | 2  | 3  |